# Albert Grenier
Pour les articles homonymes, voir Grenier (homonymie).
Albert Grenier, né le 22 avril 1878 à Paris 10e et mort le 23 juin 1961 à Paris 14e, est un historien et archéologue français, spécialiste de l'histoire des Gaulois, plus généralement des Celtes, et des Romains.

## Biographie

### Formation
Ses parents étaient originaires de Lorraine et de Champagne et s'installèrent à Pont-à-Mousson où il passe son enfance puis part à Nancy pour ses études (collège de la Malgrange, lycée Saint-Sigisbert, université). En 1899, il obtient une licence ès lettres ; en 1892, il est licencié en droit et reçu à l'agrégation de grammaire. Ayant obtenu une bourse de doctorat, il part à Paris pour suivre les conférences de l’École pratique des hautes études, où il soutient en 1904 une thèse sur les Habitations gauloises et les villas latines dans la cité des Médiomatrices, qui lui vaut le prix Prost de l'Académie des inscriptions et belles-lettres et de rejoindre l’École française de Rome où, il étudie, entre 1904 et 1907, la civilisation étrusque. Il participe à des fouilles dans les cimetières villanoviens de Bologne. En 1912, il consacrera le sujet de sa thèse de doctorat ès lettres à Bologne villanovienne et étrusque (VIIIe-IVe s. av. notre ère).

### Enseignement et carrière publique
Il enseigne de 1907 à 1914, la philologie grecque et latine à l'université de Nancy. Après la guerre, en 1919, il est nommé professeur à la chaire d’Antiquités Nationales et Rhénanes à l'université de Strasbourg où il enseignera jusqu’en 1932. Il se consacre alors à l'histoire et l'archéologie de la Gaule et contribue à l'essor de l'Institut des Antiquités Nationales et Rhénannes en rétablissant des contacts avec les archéologues allemands.
Camille Jullian lui propose de reprendre le Manuel d'archéologie préhistorique, celtique et gallo-romaine de Déchelette, qui a été tué au front en 1914, dont il écrira la suite, entre 1931 et 1960, sous le titre de Manuel d'archéologie gallo-romaine mais qui demeurera inachevée. En 1932, il obtient le prix Gobert de l'Académie des inscriptions et belles-lettres. En 1935, il est élu au Collège de France au siège de Camille Jullian, où il restera jusqu'à sa retraite en 1948 et où il sera remplacé par Georges Dumézil. Il est élu directeur des études d'Antiquités de la Gaule celtique et romaine à l’École pratique des hautes études en 1936. En 1940, il transfère sa chaire du Collège de France à l'Université de Montpellier. En 1941, il participe à l'élaboration des lois Carcopino sur les fouilles et la réglementation du service archéologique en France (lois du 27 septembre 1941 et du 21 janvier 1942). En 1942, il succède à Eugène Albertini à l'Académie des inscriptions et belles-lettres. Il supervise les fouilles de Gergovie. Il fonde la revue Gallia en 1943. Il est nommé directeur de l'École française de Rome en avril 1945 à laquelle il redonne son éclat après guerre.
Il dirige les chantiers de fouilles de Megara Hyblaea en Sicile et de Bolsena en Étrurie. Chargé de l'inspection des Antiquités en Algérie, il encourage la création de la revue archéologique Lybica. Il succède à Adrien Blanchet à la direction de la Carte archéologique de la Gaule romaine dont il rédige le fascicule XII consacré à l'Aude.
Il meurt le 23 juin 1961.

## Publications
- * Bologne villanovienne et étrusque. VIIIe – IVe siècles avant notre ère, Paris, Fontemoing et Cie éditeurs, coll. « Bibliothèque des Écoles françaises d'Athènes et de Rome no 106 », 1912 (lire en ligne)
- La Gaule : province romaine
- Le Génie romain dans la religion, la pensée et l'art, La Renaissance du livre, Paris, 1925
- Les Gaulois, Petite bibliothèque Payot, Paris, 1970  (ISBN 2-228-88838-9)
- Quatre villes romaines de Rhénanie : Trèves, Mayence, Bonn, Cologne
- Manuel d'archéologie gallo-romaine
  - Tome 1 : Généralités et travaux militaires
  - Tome 2 : L'Archéologie du sol, les routes, la navigation, l'occupation du sol

## Distinctions
- Officier de la Légion d'honneur (1948). Il est nommé chevalier en 1927.